# Híglé
A híglé a cukorrépából történő cukorgyártás köztes terméke, világos sárga színű, átlátszó folyadék. 
Miután a répát szeletelés után meleg vízben áztatják, az oldatból mésztejjel kicsapatják a szennyeződéseket,  széndioxiddal megkötik, majd kiszűrik. A szűrés után keletkezett cukoroldat a híglé. 
A híglé tisztasági hányadosa, azaz a cukor aránya az oldat szárazanyagtartalmához viszonyítva kb. 90–93%; ez függ a répa cukortartalmától, illetve a létisztítási eljárás hatékonyságától. Tartalmaz még nitrogéntartalmú anyagokat, nitrogénmentes szerves anyagokat, és hamut. A híglé cukortartalma 14% körüli, színe 10–20 Stammer-fok között mozog. 
A hígléből bepárlással keletkezik a sűrűlé.